# Деалу Скејулуј (Валча)
Деалу Скејулуј (рум. Dealu Scheiului) насеље је у Румунији у округу Валча у општини Даничеј. Oпштина се налази на надморској висини од 487 m.

## Становништво
Према подацима из 2002. године у насељу је живело 185 становника, од којих су сви румунске националности.